# Rhomboderella thorectes
Rhomboderella thorectes es una especie de mantis de la familia Mantidae.

## Distribución geográfica
Se encuentra en el Congo y Zambia.